# Jorge Reyes (acteur)
Ne doit pas être confondu avec Jorge Reyes (acteur mexicain) (en) (1907-1985).
Jorge Luis Reyes Graterol est un acteur vénézuélien, né à Caracas le 28 août 1971.

## Biographie
Il a une relation avec l'actrice Fedra López alors qu'ils jouent dans la telenovela Cuando hay pasión. Dans cette même telenovela, il fréquente Roxana Díaz. Mais ils mettent fin à cette relation. Pendant le tournage de la telenovela Guerra de mujeres, il a une courte liaison avec l'actrice Gaby Espino. En 2003, il est en couple avec l'actrice Elaiza Gil. Ils se séparent aprè presque quatre années de relation.
Fin 2007, il fait connaissance de l'ex-miss et mannequin Carolina Delgado avec qui il se marie quelques mois. Ils ont ensemble son unique fille, Camila Elizabeth Reyes Delgado, née en février 2009. Ils se séparent alors qu'elle est enceinte. Les mois suivants ils se réconcilient, toutefois ils décident de mettre fin à leur relation sentimentale.
En mars 2015, il se marie de nouveau cette fois dans l'île de Margarita (Venezuela), avec l'actrice colombienne Alejandra Sandoval, avec qui il vivait depuis quelque temps.

## Carrière
Il étudie l'informatique puis il devient mannequin. Depuis 1993 il est un acteur de telenovelas. Il tient son premier rôle protagoniste dans Destino de mujer en 1997, aux côtés de Sonya Smith.
Il fait ses débuts à Marte TV et dans des rôles secondaires pour RCTV. La plupart de ses travaux en tant que protagoniste, il les réalise pour la chaîne Venevisión dans des productions au Venezuela et aux États-Unis.
Il participe aussi à la telenovela de RCN Televisión Todos quieren con Marilyn avec la vénézuélienne Scarlet Ortiz en vivant temporairement en Colombie en 2004.
En 2005, il retourne au Venezuela pour jouer dans Los Querendones en compagnie de Fabiola Colmenares, Lilibeth Morillo et Miguel de León. En 2007, il fait ses débuts au cinéma. Il incarne Francisco de Miranda dans le film Miranda regresa. Le film est tourné au Venezuela, sur quelques plages de Cuba et dans la ville de Prague.
En 2008, il apparaît dans la telenovela de Venevisión La vida entera aux côtés de Anastasia Mazzone. Il voyage aussi au Mexique et participe à la telenovela Entre el amor y el deseo.
En 2011, il joue dans la telenovela El árbol de Gabriel, du canal Venevisión dans laquelle il interprète Gabriel León, un célèbre animateur qui souffre d'une maladie incurable et qui décide de cacher son état de santé à ses enfants.
En 2013, il retourne au cinéma dans le film historique : Bolívar, el hombre de las dificultades où il personnifie l'antagoniste el Polaco.
En 2014, il participe à la telenovela mexicaine Las Bravo de TV Azteca. Puis il va Venezuela pour jouer dans  Corazón esmeralda où il interprète un avocat qui constitue un triangle amoureux avec Federica (Mimí Lazo) et Fernanda (Flavia Gleske).
En 2015, il travaille dans la première telenovela réalisée pour la chaîne TVes, intitulée Vivir para amar, en compagnie de Fedra López, Gigi Zanchetta, Reina Hinojosa et les jeunes acteurs Daniel Terán et Vanessa Mendoza.

## Filmographie

### Telenovelas
- 1993 : Sirena : Usnavy
- 1994 : La Hija del Presidente : Jorge
- 1996 : Volver a vivir : Ariel
- 1997 : Destino de mujer : Víctor Manuel Santana
- 1999 : Toda Mujer : Jorge Alvarez
- 1999 : Cuando hay pasión : Luis Guillermo Núñez Anzola
- 2000 : La Revencha : Alejandro Arciniegas
- 2001 : Guerra de Mujeres : Wilker Antonio
- 2002 : Las González : Robinson Gamboa
- 2002 : Mambo y Canela : Daniel Montoya
- 2004 : Todos quieren con Marilyn : Juan Ignacio Camacho
- 2006 : Los Querendones : Sergio Grimán
- 2008 : La vida entera : Salvador Duque
- 2009 : Valeria (Venevisión) : Leopoldo Riquelme
- 2011 : El árbol de Gabriel (Venevisión) : Gabriel León
- 2014 : Corazón esmeralda (Venevisión) : Marcelo Engana

### Films
- 2007 : Miranda regresa : Francisco de Miranda
- 2013 : Bolívar, el hombre de las dificultades : El Polaco